# Feuerschwanz
Feuerschwanz est un groupe folk metal allemand formé en 2004 dans la région d'Erlangen, près de Nuremberg en Franconie. À l'origine, leur musique s'inscrit dans le genre medieval rock ou folk rock puis évolue de façon significative vers le folk metal à partir de leur huitième album, Methämmer, au courant de l'année 2018. Principalement connu dans le monde germanophone tout au long de sa carrière, le groupe se tourne vers l'international depuis les années 2020.

## Historique

### Origines
C'est en 2000 que Peter Henrici imagine une « Comédie folklorique médiévale », trouvant que la scène médiévale est dénuée d'humour. Il décide de fonder un groupe parodique comme J.B.O.. La concrétisation de l'idée commence lorsque Tobias Heindl, le violoniste du groupe de folk rock Fiddler's Green, écoute le premier morceau et s'est pris au jeu. Ils fondent donc le groupe Feuerschwanz avec le bassiste Andre Linke.
Tous trois se sont donné des pseudonymes pour le projet : « Hauptmann Feuerschwanz » pour Peter Henrici, « Walther von der Vögelweide » pour Tobias Heindl et « Eysye, der Mann mit der eisernen Maske » (« l'homme au masque de fer ») pour Andre Linke. Les collègues de Peter Henrici du groupe Merlons Lichter participent également comme musiciens.
Le 15 mai 2004, le groupe fait ses débuts au club Omega d'Erlangen. Cependant, les musiciens n'adhèrent pas avec le concept humoristique et quittent rapidement le groupe, laissant seul le trio initial.
Quelques semaines seulement après le premier concert, Bastian Brenner (« Richard Hodenherz », flûte et chalemie) les rejoint, ainsi que Jan Schindler (« Knappe Latte ») en tant que batteur avant de passer à la basse. Par la suite, le groupe participe à des fêtes médiévales et fait la première partie du groupe Fiddler's Green, voyant sa notoriété progresser auprès de la scène médiévale.

### Prima Nocte, 2005
En novembre 2005, le premier album Prima Nocte sort. Peu après, Tobias Heindl quitte le groupe.
En janvier 2007, Bastian Brenner quitte Feuerschwanz après avoir joué le rôle de « Cordoban the Playful » pour Saltatio Mortis depuis septembre 2006. En remplacement, Marina Regler (« Ronja Hodenherz ») rejoint le groupe.

### Met Und Miezen, 2007
En juin 2007 sort le deuxième album.
D'anciens membres apparaissent en tant qu'invités. De novembre 2007 à mars 2008, Feuerschwanz part en tournée avec Saltatio Mortis. En avril, un concert à l'E-Werk d'Erlangen est capté et publié sous la forme du CD live Drachentanz - Live en octobre 2008. Pendant ce temps, le guitariste Hans Platz (Cyrus Dance, Damn Nero et Sushifarm) rejoint le groupe sous le pseudonyme « Hans der Aufrechte ».
Le membre fondateur Linke quitte le groupe en avril 2009.

### Wunsch Ist Wunsch, 2011
Le quatrième album studio du groupe sort le 18 mars 2011 et atteint la 95e place dans les charts allemands.
Une tournée à travers l'Allemagne et l'Autriche suit.

### Walhalligalli, 2012

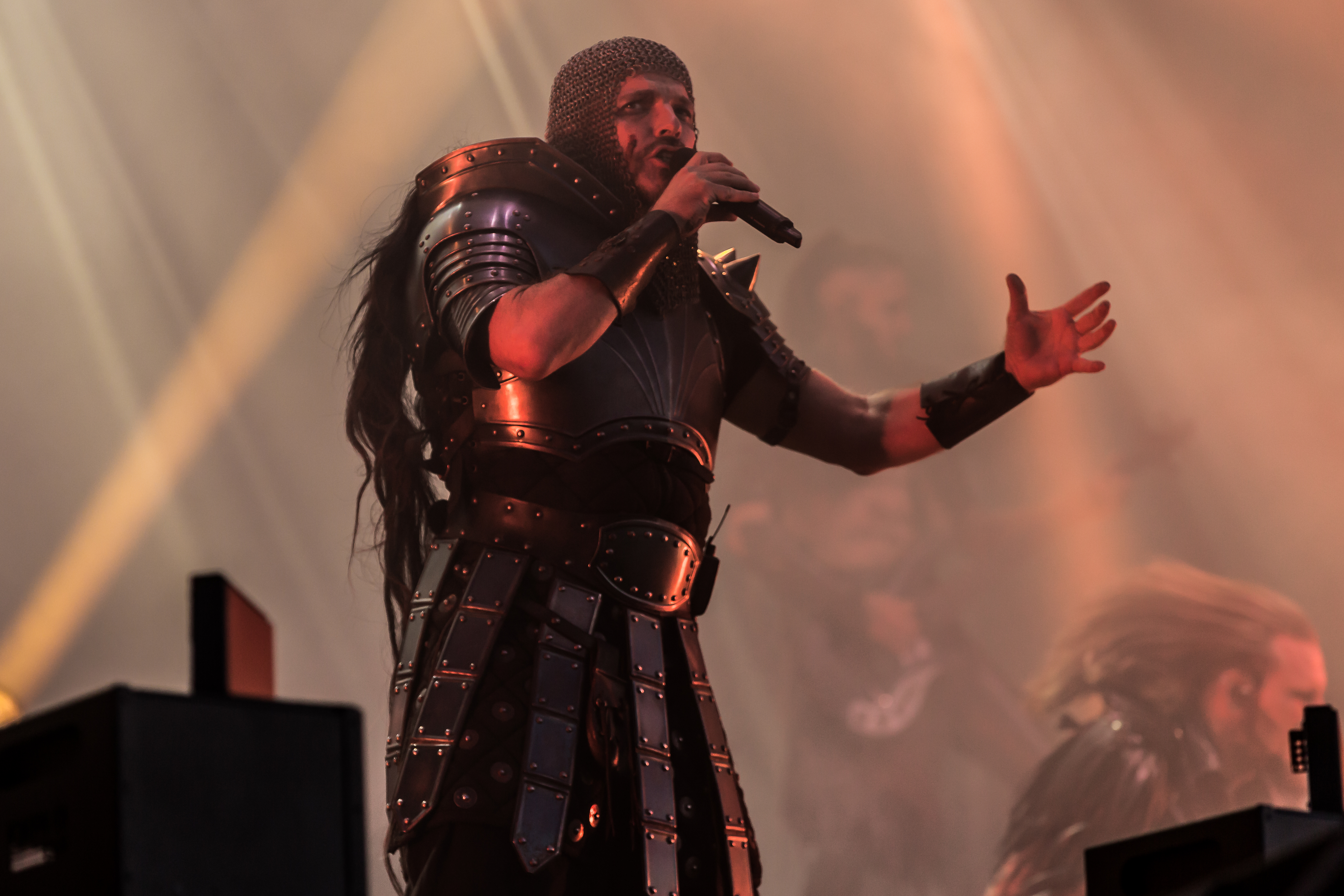
« Hauptmann Feuerschwanz »

Le 31 août 2012 sort le cinquième album studio. Il atteint la 37e place dans les charts allemands.
Le 25 avril 2014, le groupe donne un concert pour le dixième anniversaire de l'E-Werk d'Erlangen, rapidement complet. Au cours de la représentation, « Hauptmann Feuerschwanz » annonce que Jan Schindler quittera le groupe et que « Felix Taugenix » prendra sa suite à la basse. Veit « Vito C. » Kutzer (J.B.O.), Thomas Lindner (Schandmaul) et Tobias Heindl (Fiddler's Green) font une apparition sur scène pour jouer quelques chansons avec Feuerschwanz. Le concert est capté pour sortie DVD. Le groupe annonce également la sortie d'un nouvel album studio à l'automne.
En mai 2015, Feuerschwanz est déprogrammé du Fairytale Festival, organisé par l'AStA de l'Université d'Osnabrück, par souci d'éviter les « manifestations mettant en danger la sécurité ». En effet, le groupe est accusé d'avoir des textes misogynes et sexistes. Le groupe exprime son incompréhension et indignation et souligne l'aspect satirique de leurs paroles. Le groupe évoque des « allégations incroyables » et une restriction de leur liberté artistique. Le groupe porte plainte pour atteinte à la personnalité et pour diffamation.

### Sex Is Muss, Methämmer, 2016-2018
En août 2016 sort Sex Is Muss, leur septième album studio. Le titre de l'album et plusieurs chansons doivent être considérés comme une réponse aux allégations précédentes.

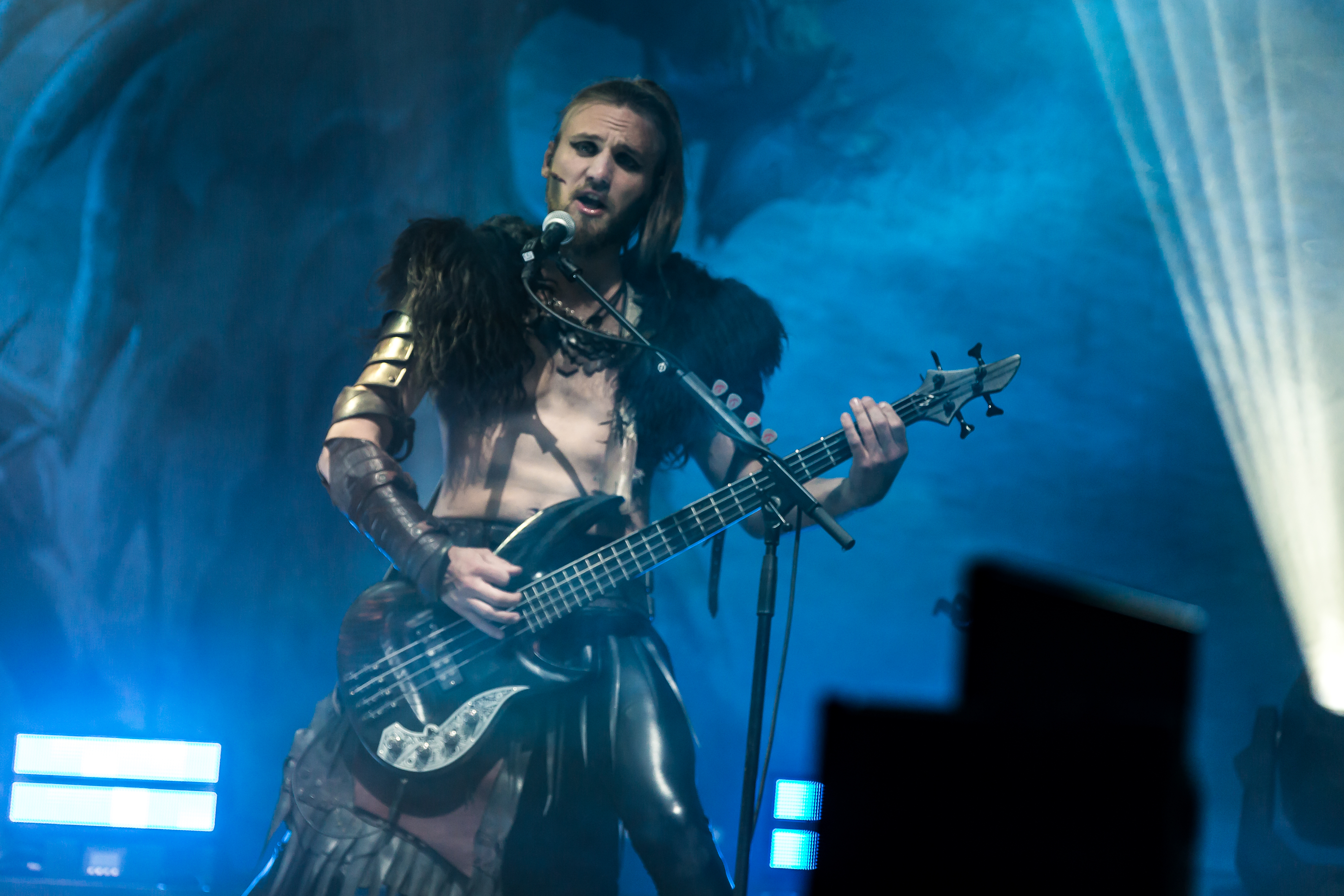
« Jarne Hodinsson »

En décembre 2017, le bassiste Felix Taugenix annonce son départ de Feuerschwanz et aussi du groupe dArtagnan, fondé par Ben Metzner et lui-même. Il a joué son dernier concert le 5 janvier 2018 et a été remplacé par Jan Jamaszyk, « Jarne Hodinsson ».
Le huitième album studio, Methämmer, sort en 2018. Il est considéré comme le meilleur album du groupe jusque là. En effet, il atteint la sixième place dans les charts allemands.

### Das Elfte Gebot, Memento Mori, 2020-2021
En juin 2019, le groupe signe un nouveau contrat avec le prestigieux label autrichien Napalm Records et célèbre son quinzième anniversaire lors de la tournée Metfest en décembre 2019. En mai 2020, il fait la promotion de son neuvième album Das Elfte Gebot avec une reprise de I See Fire de Ed Sheeran, une chanson aux paroles en anglais pour la première fois. L'album sort le 26 mai de la même année.

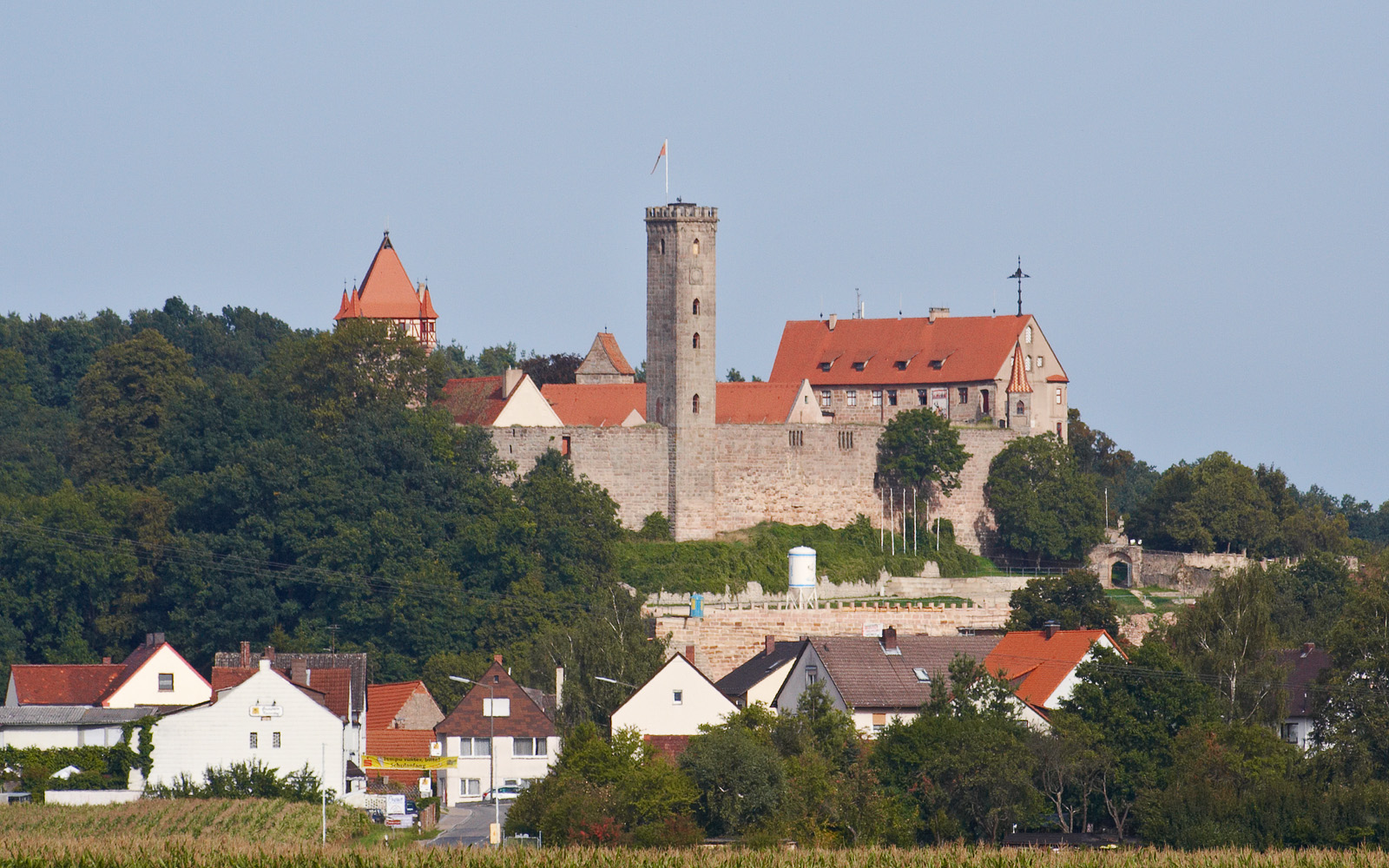
Château d'Abenberg, lieu du « 11 : O : A », concert de promotion de l'album Das Elfte Gebot en 2020

En juin 2020, le groupe organise un concert en plein air au château d'Abenberg, au sud de Nuremberg sur les lieux du festival de folk metal Feuertanz, il diffusé sur YouTube sous le nom « 11: O: A ». Il s'agit d'un concert sans spectateurs en raison de la pandémie de COVID-19 en Allemagne, il a été financé grâce à une campagne de financement participatif,. Das Elfte Gebot est le premier album du groupe à sortir sur disque vinyle, il existe également une édition étendue de l'album qui contient sept reprises, The Seven Deadly Sins, sur un support sonore supplémentaire. Des vidéoclips sont publiés pour onze titres de l'album, dont deux pour la reprise I See Fire, une pour le studio et une pour la version live.

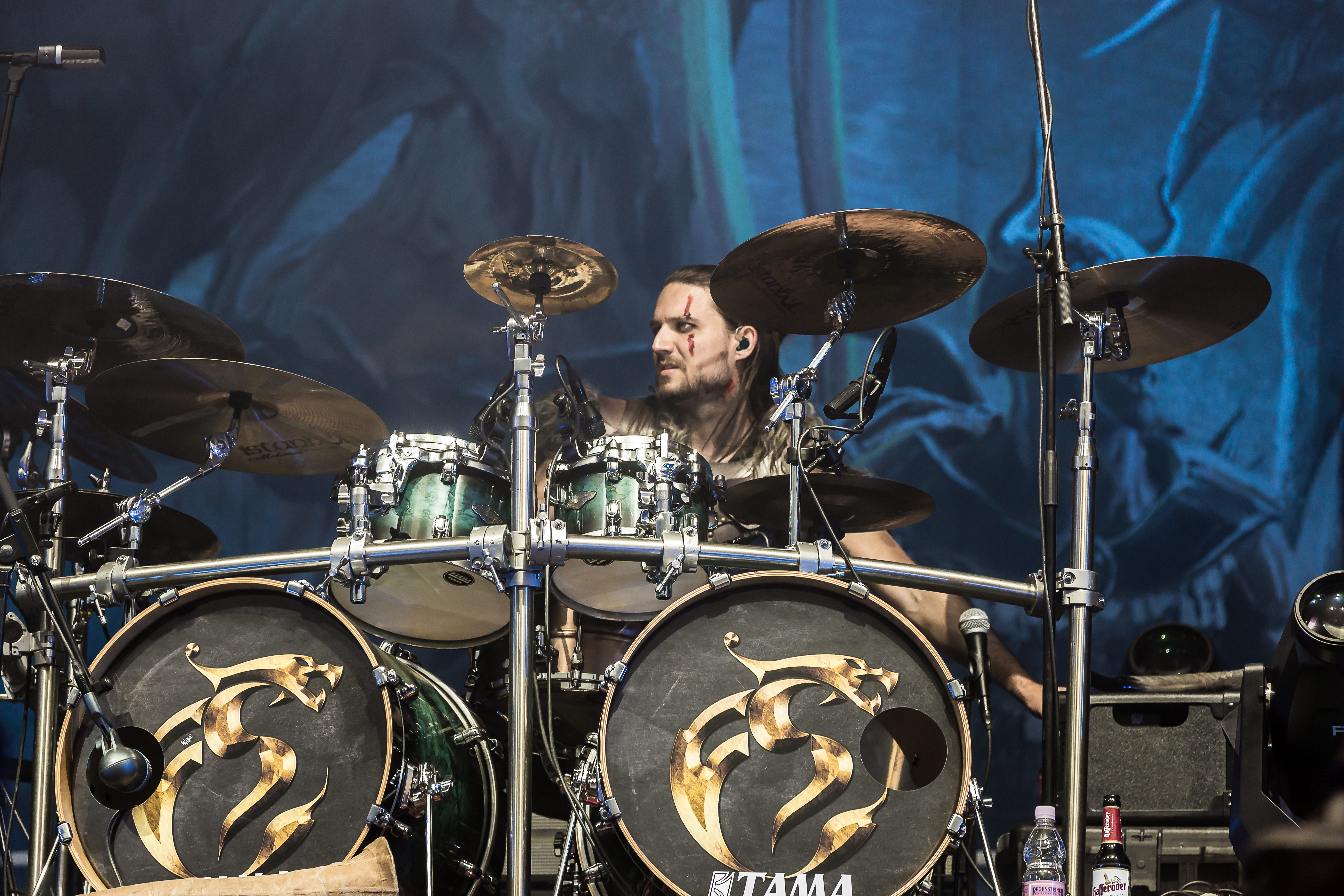
« Rollo H. Schönhaar »

Le 9 juin 2021, le groupe annonce sur les réseaux sociaux que le batteur de longue date Robert Gruss, alias « Sir Lanzeflott », quitte le groupe avec effet immédiat. Aucun successeur n'ayant été choisi, la place de batteur est tenue par divers musiciens invités pour les concerts. Le 14 août 2021, le groupe Megaherz annonce le départ de son batteur Rolf Hering, au motif qu'il joue désormais de la batterie avec Feuerschwanz. Le groupe officialise sa venue le 10 septembre sur les réseaux sociaux.
Le 15 août 2021, Feuerschwanz fait un concert live dans le parc de l'émission ZDF-Fernsehgarten. Le groupe joue un medley de Das Elfte Gebot ainsi qu'une reprise de la chanson Hier Kommt Alex du groupe punk allemand Die Toten Hosen.
Un peu plus d'un an plus tard, Le dixième album studio, Memento mori (« Souviens-toi que tu vas mourir », en latin) sort le 30 décembre 2021. Le poste de batteur du groupe étant vacant pendant la période d'enregistrement de cet album, c'est le producteur Simon Michael qui se met derrière les fûts. L'album atteint immédiatement la première place dans les charts allemands après sa sortie, une première pour le groupe.

### Fegefeuer, 2023
Deux ans après Memento Mori, l'album Fegefeuer sort le 21 juillet 2023, pour la deuxième fois consécutive, l'album se place au sommet des charts allemands. Cet album est l'occasion d'un tournant majeur dans la carrière du groupe qui vise à présent l'international et, au cours de l'été de la même année, donne ses premiers concerts dans certains pays, notamment son premier concert en Espagne au festival Leyendas Del Rock.
La tournée Fegefeuer se déroule en compagnie des groupes de power metal Orden Ogan et Dominum dans un premier temps en Allemagne les mois d'avril et mai 2024, puis dans un second temps en novembre et décembre de la même année aux Pays-Bas, en France, en Italie et en Autriche.

### Warriors, 2024
Au cours de la tournée Fegefeuer, à l'occasion des vingt ans du groupe, Feuerschwanz sort Warriors le 2 mai 2024, il s'agit d'une compilation de reprises en anglais de plusieurs morceaux du groupe comme Highlander et Memento Mori, mais également d'autres morceaux dont le titre est lui aussi traduit en anglais, comme Purgatory pour Fegefeuer, Bastard Of Asgard pour Bastard Von Asgard, le seul morceau original est The Unholy Grail, il s'agit du tout premier morceau original de Feuerschwanz en langue anglaise. Dès la première semaine, l'album atteint la huitième position en Allemagne et la septième en Autriche. Cette volonté de traduire certains morceaux ainsi que les premiers concerts donnés à Eindhoven, Haarlem, Paris, ou encore Milan, correspond au tournant du groupe vers un public international non germanophone pour la première fois en une vingtaine d'année,. Plusieurs invités sont présents sur l'album : Chris Harms de Lord of the Lost, Francesco Cavalieri de Wind Rose, Patty Gurdy, Sebastian « Seeb » Levermann d'Orden Ogan et Dr. Dead de Dominum.
Le medieval rock allemand jusque là populaire quasi exclusivement en Allemagne et dans les pays germanophones, chanté en allemand et représenté par des groupes comme In Extremo, Subway To Sally, Saltation Mortis, Schandmaul, dArtagnan ou encore Fiddler's Green, s'exporte pour la première fois à l'international grâce à Feuerschwanz.
Une tournée des festivals se déroule en été 2024 avec plusieurs dates à l'étranger, comme au Masters of Rock en Tchéquie, au Greenfield Festival en Suisse et à l'Alcatraz Metal Festival en Belgique.
Le 14 décembre 2024, le groupe donne son concert d'anniversaire pour ses vingt années d'existence à la Grugahalle, à Essen, devant près de 6500 personnes, jouant ainsi le plus gros concert de sa carrière en salle. Il est accompagné sur scène par Gavin Dunne, alias Miracle of Sound, Melissa Bonny, Fabienne Erni, Veit Kutzer du groupe J.B.O. et un invité surprise qui s'avère être Dag-Alexis Kopplin du groupe de hip-hop allemand SDP.

### Lords Of Fyre, 2024
Le 30 septembre 2024, le groupe annonce sur ses réseaux sociaux qu'il fera une tournée allemande en octobre 2025 en partageant la tête d'affiche avec Lord of the Lost. La première partie sera assurée par The Dark Side Of The Moon, dont font partie Hans Platz et Jenny Diehl. La tournée se nomme Lords Of Fyre, une contraction des noms des deux groupes, un morceau du même nom et un clip vidéo sortent le 12 novembre 2024 sur la chaîne YouTube de Napalm Records. Il s'agit d'un morceau original signé et joué par les deux groupes en même temps dans lequel le folk metal de Feuerschwanz se mêle au style industriel et gothique de Lord Of The Lost.

### Knightclub, 2025
Le 5 février 2025, Feuerschwanz annonce qu'il est en compétition pour le premier tour de la sélection allemande, le Chefsache ESC 2025, pour représenter l'Allemagne au concours Eurovision de la chanson qui aura lieu du 13 au 17 mai à Bâle, en Suisse. Il fait partie d'une liste de 24 artistes sélectionnés parmi 3000 autres. Le 14 février, pour le premier tour, le groupe interprète en direct sa reprise d'O-Zone, Dragostea din tei à la télévision allemande et parvient à se hisser en demi-finale de la sélection qui a lieu le samedi 22 février avec six autres artistes au cours de laquelle il interprète cette fois le morceau Knightclub. Le groupe parvient ainsi à atteindre la finale. Le 1er mars, Feuerschwanz est éliminé lors de la phase finale par le jury, les excluant de l'étape du vote du public. C'est alors le duo Abor & Tynna qui est choisi pour représenter l'Allemagne.
Le 21 février, Feuerschwanz dévoile sur la chaîne YouTube de Napalm Records le clip de son single Knightclub en featuring avec Dag-Alexis Kopplin, du groupe de hip-hop allemand SDP. Le groupe annonce dans la foulée que le prochain album du même nom sortira le 22 août 2025.
Le 22 juillet, le groupe annonce que Hela, l'une des deux schilmaiden, attend un heureux événement. Elle prend donc une pause dans sa carrière et se retire de la scène temporairement. Elle fait ses dernières apparitions avec Feuerschwanz les 24, 25 et 26 juillet.

## Style

### Musique et paroles

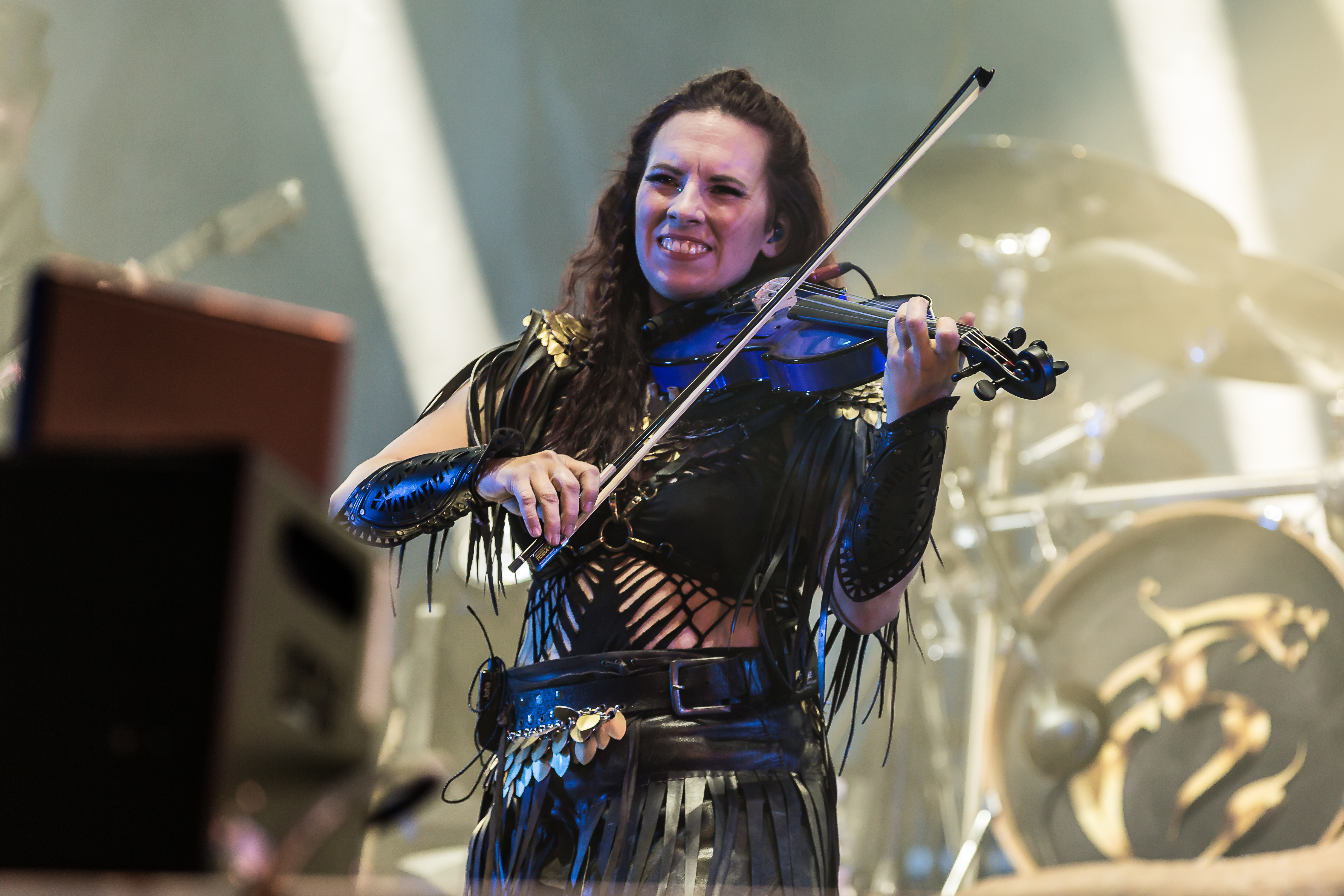
« Johanna von der Vögelweide »

Dans ses chansons, Feuerschwanz aborde divers sujets tels que les contes de fées classiques réinterprétés, les professions et coutumes médiévales réelles ou supposées comme le droit de cuissage dans leur premier album, Prima Nocte. Le groupe décrit son style sur les premiers albums comme étant du Middle Ages Folk Comedy. Toutefois, le groupe réduit principalement les sujets à des messages de base triviaux, frivoles et hédonistes. Les paroles sont souvent grossières et même grivoises et n'ont pas été accueillies positivement par les critiques.
Les titres Feuerkantate et Bärentanz (danse de l'ours) reprennent des mélodies médiévales traditionnelles et comptent parmi les rares titres instrumentaux du groupe.
En plus des titres écrits par le groupe, le répertoire de Feuerschwanz comprend des chansons écrites à l'origine par d'autres groupes.
Autre sujet que l'on retrouve toujours dans les paroles et qui fait aussi partie de la devise du groupe : l'hydromel (Met en allemand). Il est l'objet de plusieurs chansons à boire notamment sur le second album studio Met & Miezen. En outre, une saga sur le guerrier des hydromels (Krieger des Mets) est créée pour Methämmer. Il est chanté dans le cadre de rituels maçonniques.
Initialement, le genre musical de Feuerschwanz pouvait être principalement attribué au rock médiéval. Mais depuis les albums Methämmer, leur style musical est de plus en plus orienté folk metal. Le groupe prendra cette direction pour de bon après sa signature auprès du label autrichien indépendant Napalm Records, les albums qui suivront, Das Elfte Gebot, Memento Mori, Fegefeuer et Warriors s'avèreront être de purs produits du genre.
Dans la foulée de ce changement de style musical, sans pour autant délaisser son côté festif et humoristique qui lui est propre, le groupe s'intéresse désormais à des sujets plus sérieux et profonds en philosophie et en religion, en témoignent les titres de leurs albums Das Elfte Gebot, Memento Mori et Fegefeuer, littéralement : « Le Onzième Commandement », « Souviens-toi que tu es mortel » et « Purgatoire ». Des tritre à consonances très éloignée de ceux des albums précédents, comme Met Und Miezen, Wunsch Ist Wunsch, ou Sex is Muss, signifiant respectivement : « Hydromel Et Chatons », « Le Souhait Est Le Souhait » et « Le Sexe est Indispensable ».
Enfin, le groupe se plaît à faire des reprises, notamment sur les disques 2 des éditions deluxe de Das Elfte Gebot et Memento Mori, puisant dans des sources aussi diverses que Seeed, Ed Sheeran, Rammstein ou encore O-Zone, Powerwolf, Manowar, Amon Amarth ou Miracle of Sound.

### Les schildmaiden
L'un des aspects notables de Feuerschwanz en concert est de faire appel à des « minous » (« miezen » en allemand, terme que l'on retrouve dans le titre de leur second album Met Und Miezen). Il s'agit de femmes dans un premier temps maquillées et déguisées en créatures félines qui servent de danseuses et d'animatrices sur scène. Loin d'être de simples prestataires ou invitées sur scène, les deux miezen, Myu et Musch-Musch, sont des membres à part entière du groupe au même titre que les six autres membres.
Le groupe ayant pris une direction beaucoup plus folk metal depuis leur signature chez Napalm Records, les miezen ont progressivement abandonné leurs tenues félines pour prendre une apparence plus guerrière, comme des Valkyries. Elles apparaissent alors vêtues d'armures légères, brandissant lances, haches et boucliers au cours de leurs performances. Elles sont aussi connues pour leurs animations de feu spectaculaires sur scène, notamment à l'aide de lance-flammes à main et d'éventails de feu.
Les miezen ne revêtant plus depuis longtemps leurs attributs félin, le 31 janvier 2025, Feuerschwanz annonce qu'elles s'appellent désormais les schildmaiden. Elles changent également de noms d'artistes, Myu devient Yennefer et Musch-Musch devient Hela.
Exceptionnellement, Yennefer joue de la harpe sur le morceau Hier Kommt Alex.
|  |  |
|  |  |

## Anecdotes

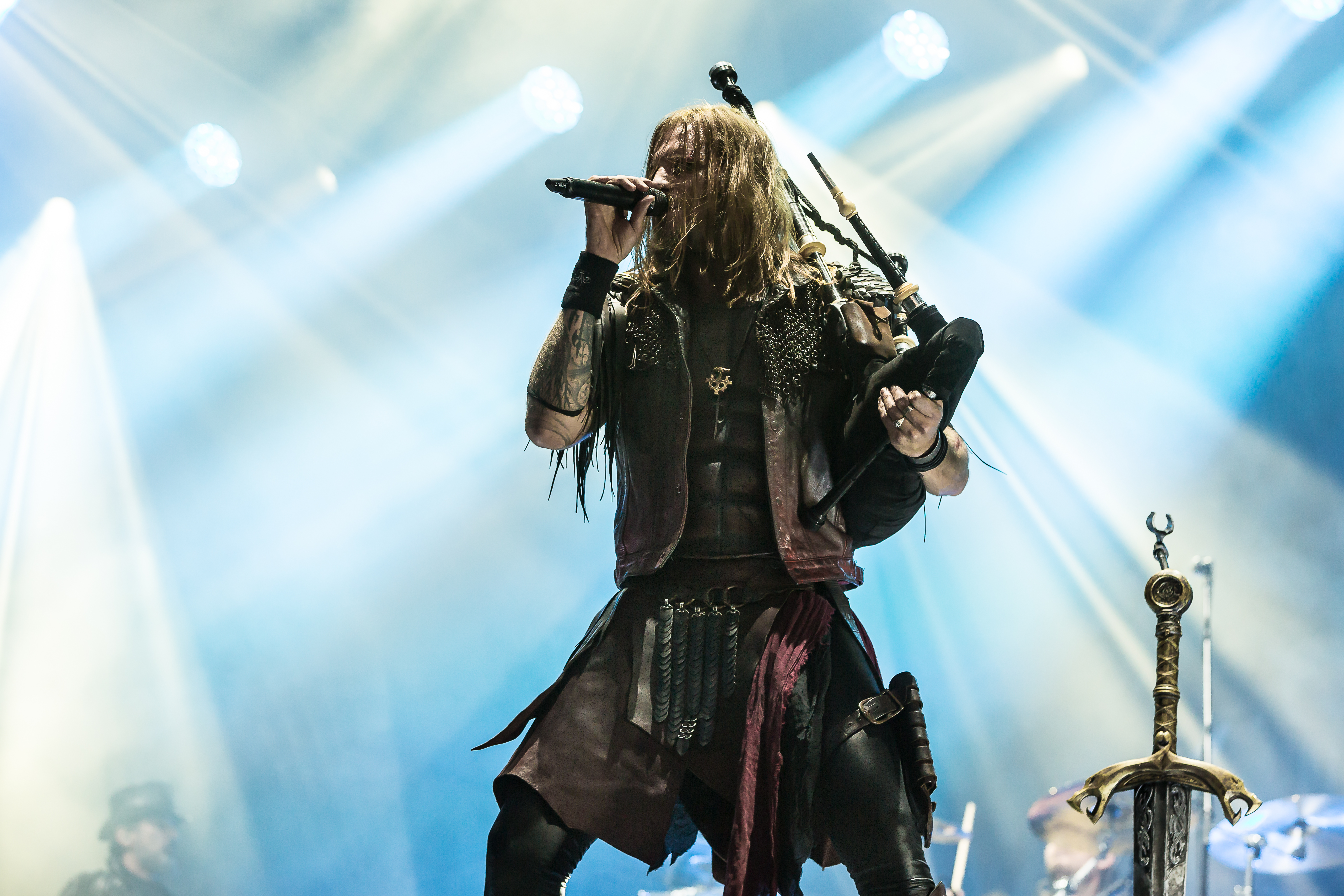
« Prinz R. Hodenherz III »

Ben Metzner est également membre du groupe folk rock dArtagnan, fondé en 2015, dans lequel jouait aussi le bassiste Felix Fischer jusqu'en 2017. Hans Platz y a également travaillé comme guitariste en tournée. Hela fait une apparition en tant que figurante dans le clip de la chanson Feste feiern.

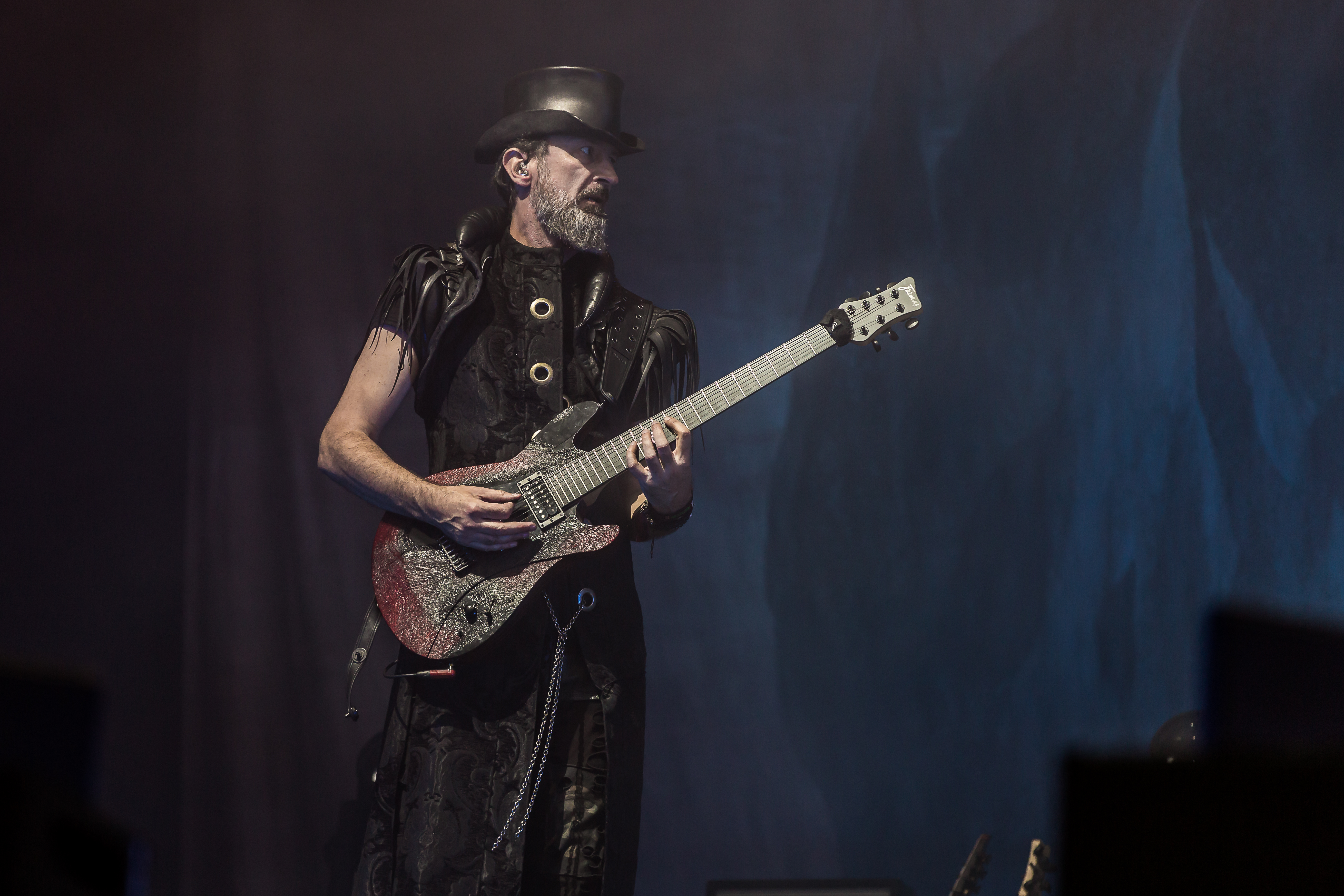
« Hans der Aufrechte »

Hans Platz et Jenny Diehl font partie du supergroupe de metal symphonique The Dark Side Of The Moon (à ne pas confondre avec l'album de Pink Floyd) aux côtés de Melissa Bonny, chanteuse d'Ad Infinitum et de Morten Løwe Sørensen, batteur d'Amaranthe. Le groupe sort son premier album Metamorphosis le 12 mai 2023 chez Napalm Records, il comporte des compositions originales mais aussi des reprises de musiques d'œuvres de pop-culture célèbres comme Le Seigneur Des Anneaux, Le Hobbit, Harry Potter, Game Of Thrones et The Witcher. L'album fait notamment intervenir plusieurs invités : Fabienne Erni (Eluveitie), Charlotte Wessels, (ex-Delain), Tom S. Englund (Evergrey) et Rusanda Panfili, violoniste dans l'orchestre de Hans Zimmer,.
Melissa Bonny a elle-même par deux fois collaboré avec Feuerschwanz, une première fois dans le clip de Ding en juin 2020 et une seconde fois dans le clip de Warriors Of The World United en décembre 2021, dans lequel apparaissent également Jörg Roth (Saltatio Mortis) et Thomas Winkler (ex-Gloryhammer).
Les ruines du château de Homburg en Basse-Franconie ont servi de toile de fond au clip de la reprise de la chanson de Manowar Warriors of the World United, produite en 2021.
Sur la compilation Todsünden sortie en 2022 figure une reprise du célèbre tube Gimme! Gimme! Gimme! de ABBA. Cette reprise est en fait le fruit d'un pari audacieux entre les membres du groupe : Si  l'album Memento Mori, sorti en 2021, battait l'album d'ABBA Voyage, sorti la même année, dans les charts allemands, Feuerschwanz ferait une reprise du groupe suédois. Et assez étonnamment, Memento Mori est entré directement à la première place des charts cette semaine-là.
En 2005, lors de l'un des premiers concerts de Feuerschwanz, alors tout jeune groupe, le chanteur et bassiste Andre Linke qui portait des chaussures médiévales sur scène avait du mal à marcher et est tombé par terre, détruisant dans sa chute une partie du matériel, dont sa propre basse. Cet accident fut un coup dur pour le groupe, car il fut à l'origine du départ de tous les membres, laissant Peter Henrici seul.
Le morceau Highlander de l'album Fegefeuer paru en 2023 obtient l'année suivante sa version en anglais avec le clip du même nom sorti en février 2024 qui figurera par la suite sur l'album Warriors au mois de mai de la même année. Les paroles font directement référence au héros immortel du film Highlander sorti en 1986 dont une partie de la bande originale est signée par le groupe Queen. Dans la version en anglais, c'est d'autant plus le cas avec l'insertion de la réplique "Who wants to live forever?" à la fin du refrain, référence directe au morceau Who Wants to Live Forever de Queen qui figure dans le film et décrit la condition des êtres immortels.

## Membres

### Membres actuels
- Peter Henrici, « Hauptmann Feuerschwanz » — chant, guitare acoustique, bouzouki (depuis 2004)
- Stephanie Pracht, « Johanna von der Vögelweide » — violon, vielle à roue (depuis 2005)
- « Hela » — danse, animations (depuis 2006)
- Benjamin Metzer, « Prinz R. Hodenherz III » —  chant, flûte, bombarde, guitare, cornemuse, bouzouki (depuis 2007)
- Hans Platz, « Hans der Aufrechte » — guitare (depuis 2008)
- Jenny Diehl, « Yennefer » — danse, animations (depuis 2012)
- Jan Jamaszyk, « Jarne Hodinsson » — basse, chant (depuis 2018)
- Rolf Hering, « Rollo H. Schönhaar » — batterie (depuis 2021)

### Anciens membres
- Andre Linke, « Eysye, der Mann mit der eisernen Maske » — basse, chant (2004-2009)
- Bastian Brenner, « Richard Hodenherz I » — flûte, flûte irlandaise, cornemuse, chant (2004-2007)
- Jan Schindler, « Knappe Latte » — percussion, chant (2004-2009), basse, chant (2009-2014)
- Tobias Heindl, « Walther von der Vögelweide » — violon, chant (2004-2005)
- Robert Gruss, « Sir Lanzeflott » — batterie, chant (2005-2021)
- Marina Regler, « Ronja Hodenherz » — flûte, chant (2006-2007)
- Felix Fischer, « Felix Taugenix » — basse, chant (2014-2018)

## Discographie

### Albums Live
2008 : Drachentanz - Live (enregistrements Deaf Shepherd)
2015 : 10 Jahre Feuerschwanz - Live (FAME Recordings ; également en édition étendue avec CD + DVD)

### Joués en direct à la radio
2014 : Gods of Met (F.A.M.E. Recordings)

## Vidéographie

### Clips
- 2009 : Ich will tanzen, tiré de l'album Metvernichter
- 2009 : Am Feuer, tiré de l'album Metvernichter
- 2011 : Der Henker, tiré de l'album Wunsch Ist Wunsch
- 2012 : Metnotstand im Märchenland, tiré de l'album Walhalligalli
- 2014 : Auf Wiederseh'n, tiré de l'album Walhalligalli
- 2015 : Blöde Frage, Saufgelage!, tiré de l'album Auf's Leben
- 2016 : Sex is Muss, tiré de l'album Sex Is Muss
- 2017 : Moralisch (höchst verwerflich), tiré de l'album Sex Is Muss
- 2018 : Schubsetanz, tiré de l'album Methämmer
- 2018 : Methämmer, tiré de l'album Methämmer
- 2020 : Das elfte Gebot, tiré de l'album Das Elfte Gebot
- 2020 : I See Fire, reprise de Ed Sheeran, tiré de l'album Das Elfte Gebot
- 2020 : Ding, reprise de Seeed, tiré de l'album Das Elfte Gebot, avec la participation de Melissa Bonny
- 2020 : Meister der Minne, tiré de l'album Das Elfte Gebot
- 2020 : Malleus Maleficarum, tiré de l'album Das Elfte Gebot
- 2020 : Im Bauch des Wals, tiré de l'album Das Elfte Gebot
- 2020 : Hier kommt Alex, tiré de l'album Das Elfte Gebot
- 2021 : Schubsetanz (Black Metal Version), tiré de l'album Methämmer
- 2021 : Kampfzwerg, tiré de l'album Das Elfte Gebot
- 2021 : I See Fire, reprise de Ed Sheeran, tiré de l'album Das Elfte Gebot, avec la participation de Angus McFife
- 2021 : Untot im Drachenboot, tiré de l'album Memento Mori
- 2021 : Memento Mori, tiré de l'album Memento Mori
- 2021 : Warriors of the World United, tiré de l'album Memento Mori
- 2021 : Krampus, tiré de l'album Memento Mori
- 2021 : Ultima Nocte, tiré de l'album Memento Mori
- 2022 : Dragostea Din Tei, tiré de l'album Memento Mori
- 2022 : Skaldenmet, tiré de l'album Memento Mori
- 2022 : Das Herz eines Drachen, tiré de l'album Memento Mori
- 2022 : Blinding Lights, tiré de l'album Memento Mori
- 2022 : Gimme! Gimme! Gimme!, reprise de ABBA, tiré de l'album Todsünden
- 2023 : Bastard Von Asgard, tiré de l'album Fegefeuer avec la participation de Fabienne Erni  chanteuse du groupe Eluveitie
- 2023 : Berzerkermode, tiré de l'album Fegefeuer
- 2023 : SGFRD Dragonslayer, tiré de l'album Fegefeuer
- 2024 : Highlander, tiré de l'album Warriors
- 2024 : The Unholy Grail, tiré de l'album Warriors, avec la participation de Seeb Levermann (Orden Ogan) et Felix Heldt (Dominum)
- 2024 : Valhalla Calling, reprise d'une chanson de Gav de Miracle of Sound, tiré du single du même nom
- 2024 : Lords Of Fyre, collaboration avec Lord of the Lost
- 2025 : Knightclub, tiré de l'album Knightclub avec la participation de Dag-Alexis Kopplin du groupe SDP
- 2025 : Gangnam Style, tiré de l'album Knightclub
- 2025 : Das Elfte Gebot (Epic Edition)
- 2025 : Valhalla, tiré de l'album Knightclub avec la participation de Doro Pesch

### Lyric vidéos
- 2014 : Herz im Sturm, tiré de l'album Auf's Leben
- 2020 : Amen & Attack, reprise de Powerwolf, tiré de l'album Das Elfte Gebot
- 2022 : The Final Countdown, reprise de Europe, tiré de l'album Todsünden
- 2023 : Fegefeuer, tiré de l'album éponyme
- 2025 : Sam The Brave, tiré de l'album Knightclub

### Clips Live
- 2012 : Wir lieben Dudelsack, tiré de l'album Wunsch Ist Wunsch
- 2012 : Hurra, Hurra, die Pest ist da, tiré de l'album Metvernichter
- 2016 : Krieger des Mets, tiré de l'album Sex Is Muss
- 2018 : Die Hörner hoch, tiré de l'album Methämmer
- 2018 : Operation Drachensturm, tiré de l'album Methämmer
- 2020 : Metfest, tiré de l'album Das Elfte Gebot, capté en décembre 2019
- 2021 : Schildmaid, tiré de l'album Das Elfte Gebot
- 2023 : Untot Im Drachenboot, tiré de l'album Memento Mori, enregistré au Wacken Open Air
- 2023 : Knochenkarussell, tiré de l'album FegeFeuer, enregistré au festival Rockharz Open Air
- 2024 : Wardwarf, tirée de l'album Warriors avec la participation de Francesco Cavalieri de Wind Rose

### Participations
- 2018 : Die Glorreichen Sieben, du groupe Harpyie avec la participation de Tanzwut, Nachtgeschrei, Vogelfrey, Krayenzeit et Metusa
- 2020 : Kaufmann und Maid, titre collectif avec des membres des groupes Sasha (de), Subway to Sally, Feuerschwanz, Tanzwut, dArtagnan, Patty Gurdy
- 2022 : Königsgarde, du groupe Schandmaul avec la participation de Saltatio Mortis
- 2024 : The Dead Don't Die, du groupe Dominum

### DVD
- 2015 : 10 Jahre Feuerschwanz